# Hitori no Shita: The Outcast
Yi Ren Zhi Xia (一人之下, literalmente: "Bajo una persona") con subtítulo The Outcast "El Paria" es un webcomic chino de Mi Er (Chino: 米二), e ilustrado por Salón de animación Studio 9 (chino: 动漫 堂) , y publicado por Tencent. Se publicó por primera vez con el título 异人 (Yi Ren, literalmente: "Anormal") y con subtítulo King of the Weirdo ("Rey De Los Anormales") en febrero de 2015.
Una adaptación anime en colaboración chino/japonesa titulada Hitori no Shita: The Outcast (一人之下 The Outcast?) se transmitió del 9 de julio al 24 de septiembre de 2016. Una segunda temporada se emitió en simultánea en chino y japonés a partir del 27 de octubre de 2017 al 18 de mayo de 2018, y la tercera temporada se transmitió del 24 de abril al 8 de mayo del 2020.

## Trama
Cho Soran era un estudiante universitario normal hasta que se ve envuelto en un terrible incidente en un pequeño pueblo mientras visitaba la tumba de su abuelo. Mientras camina por el cementerio para visitar a su abuelo fallecido, Soran se topa con una chica misteriosa que empuña un cuchillo y lo lleva a un enfrentamiento con los zombis. Después de defenderse con éxito de los zombis y de más encuentros con la chica que empuña un cuchillo conocida como Fu Hōhō, la vida de Soran comienza a cambiar cuando se entera de que la técnica de artes marciales que le enseñó su abuelo, conocido como Kitaigen, es una técnica que buscan muchos grupos de artes marciales con motivos ocultos. La historia sigue el intento de Soran de descubrir la historia real de su abuelo y su supuesta conexión con Fu Hōhō.

## Personajes
Zhang Chulan / Cho Soran (张楚岚?)
Voz por: [[Chinese: Xiahou Luofeng, Yan meme (niño); Japanese: Atsushi Tamaru, Iida Yuuko (niño)]]
Un estudiante universitario y el inheritor de Kitaigen - una técnica de artes marcial potente que utiliza Qi. Después de descubrir que su abuelo es mucho más que qué  está dirigido para creer,  empieza para desenredar la historia cierta de su abuelo con Fū Hōhō como su ventaja única. Unbeknownst A él,  es también un Outsider aquello ha adquirido su estado después de ser entrenado por su abuelo.
Feng Baobao / Fū Hōhō (冯宝宝?)
Voz por: [[Chinese: Xu Jing (Xiao Liansha); Japanese: Saori Hayami]]
Una chica de aspecto joven con un pasado misterioso que trabaja para Express Delivery Company y también es una forastera. Ella es una luchadora experta, aunque sin ningún entrenamiento formal en artes marciales. Ella maneja un cuchillo que normalmente esconde y solo lo usa en caso de situaciones graves. Se insinúa que Fū Hōhō está conectado con el abuelo de Soran y puede ser la clave para desentrañar los misterios que rodean su pasado y el abuelo de Soran, y que podría haber estado viva durante más de un siglo sin dejar de conservar su apariencia juvenil.
Xu San / Jo San (徐三?)
Voz por: [[Chinese: Teng Xin; Japanese: Kenji Nojima]]
Un alto-ranking empleado de 'Expresar Compañía de Entrega' - una compañía de frente patrocinada por el fictional gobierno estatal chino que emplea 'Outsiders' a puerto les e impedir Outsiders de causar disrupciones en sociedad. 'Outsiders' Es personas con la capacidad de controlar y manifestar su Qi para actuar superhuman y las hazañas psíquicas consiguieron a través de las artes marciales rigurosas que entrenan o ser inherently nacido con la capacidad de controlar su Qi. Jo San Es también un Outsider con la capacidad psíquica de controlar objetos.
Xu Si / Jo Yon (徐四?)
Voz por: [[Chinese: Tutehameng; Japanese: Shinnosuke Tachibana]]
Jo San  hermano y otro empleado de Expresar Compañía de Entrega con más o menos estado igual a Jo San.
Tuhouzi / Saru (猿?)
Voz por: [[Chinese: Liu Jie; Japanese: Kappei Yamaguchi]]
Un empleado de Expresar Compañía de Entrega. Es un Outsider que usos su Qi a subterráneo de madriguera y túneles de uso para mover deprisa de uno coloca a otro.
Liu Yanyan / Ryu Kenken (柳妍妍?)
Voz por: [[Chinese: Tong Xinzhu (C Xiaodiao); Japanese: Ayaka Asai]]
Una chica quién intentó para secuestrar Cho Soran para probar digno de unir Zensei - una organización misteriosa de Outsiders con nefarious motivos y considerados para ser una fuerza formidable en el mundo de Outsiders. Es también un Outsider con la capacidad de controlar humanos difuntos y convertirles en zombis que  pueda controlar.
Zhang Xilin / Chō Shakurin (张锡林?)
Voz por: [[Chinese: Guo Zhengjian; Japanese: Tadashi Miyazawa]]
Cho Soran  abuelo que tiene conexiones misteriosas a Zensei, Fū Hōhō, y Tenshifu - una organización de artes marcial antigua que puertos outsiders y la mayoría de organización influyente en el mundo de Outsiders. Es el progenitor  del Kitaigen técnica - una técnica que implica utilizar Qi para actuar superhuman hazañas.
Zhang Yude / Chō Yotoku (张予德?)
Voz por: [[Chinese: Zhang Lei; Japanese: Kanehira Yamamoto]]
Xia He /  Natsuka (夏禾?)
Voz por: [[Chinese: Wang Youji (Shanxin); Japanese: Yoko Hikasa]]
Lu Liang / Lo Ryo (吕良?)
Voz por: [[Chinese: Wang Chenguang; Japanese: Marie Miyake]]
Feng Shayan / Fuusaen (风沙燕?)
Voz por: [[Chinese: Shen Nianru; Japanese:Yumi Hara]]
Zhang Lingyu / Chō Reiyu (张灵玉?)
Voz por: [[Chinese: Ajie Japanese: Kousuke Toriumi]]
Wang Ye / Wòhng Yáh (王也?)
Voz por: [[Chinese: Bao Mu Zhong Yang; Japanese: Kazuyuki Okitsu]]
Zhuge Qing / Jyūgot Chīng (诸葛青?)
Voz por: [[Chinese: Yao Peng ; Japanese: Daisuke Hirakawa]]
Wang Ye / Jyūgot Baahk (诸葛白?)
Voz por: Chinese: TK; Japanese: Morishita Yukiko
Jia Zhengliang / Gá JingLeuhng (贾正亮?)
Voz por: [[Chinese: Tong Yin; Japanese: Kenji Akabane]]
Feng Xingtong / Fūng Sīngtùhng (风星潼?)
Voz por: [[Chinese: Shangqing Su; Japanese: Kengo Kawanishi]]
Feng Xingtong / Maa Hungsin (马洪仙?)
Voz por: [[Chinese: Teng Xin]]
Lu Linglong / Maa Hungsīn (陆玲珑?)
Voz por: Chinese: Yang Ning; Japanese: Yūka Amemiya
Zhi Jin Hua / Jí Gánfā (枳瑾花?)
Voz por: Chinese: Ye Zhi Qiu

## Anime
Una adaptación Donghua, titulada Hitori no Shita: The Outcast, estuvo producido por "Animation Company Emon", dirigido por Wang Xin con directores ayudantes Kazuhiro Toda y Mitsuo Mori y animados por Pandanium (Temporada 1) y Haoliners Animation League (Temporada 2). Tokyo MX retransmitió un episodio "especial 0" el 2 de julio y el primer episodio se transmitió el 9 de julio. Una versión con subtítulos en inglés se estrenó en Crunchyroll el 9 de julio. El tema de apertura es "ARCADIA" por Lilith, mientras el tema de final es "En el Alborear" por Sinergia Afectiva. Crunchyroll transmitió la segunda temporada.

### Personal
|                                                                        | Temporada 1 "Hitori no Shita: El Paria"         | Temporada 2 "Hitori no Shita: El Paria 2" |
| Escrito original                                                       | Mi Er (米二) de "Salón de animación Studio 9"   | Mi Er (米二) de "Salón de animación Studio 9" |
| Tutor                                                                  | Xu Jinglei                                      | Xu Jinglei |
| Dirigido por                                                           | Wang Yi                                         | Wang Yi |
| Dirigido por                                                           | N / A                                           | Chen Yan |
| Subgerente                                                             | Kazuhiro Toda, Mitsuo Mori                      | N / A |
| Composición de la serie                                                | Mitsuo Mori                                     | N / A |
| Diseño de personaje                                                    | Kiriponta                                       | Li Shi |
| Director general de animación( ver también # cada lista de historias ) | Kiriponta                                       | Li Shi |
| Makoto Mizuno                                                          | Yong Hong, Chen Shu                             | |
| Director de arte                                                       | Choi Seoungwook                                 | Prosperidad del oro |
| Director de fotografía                                                 | Sumitomo Shun Uemura Yuki (Episodio 1-2)        | Zheng Shuli Gu Kang ( 21-24 episodios) |
| Edición                                                                | Yoshiki Gota (JAY FILM)                         | Fumi Hida |
| Director de sonido chino                                               | Wu Ting                                         | Wu Ting |
| Director de sonido versión japonesa                                    | Fumiyuki Gou                                    | Takumi Ito |
| Producción de sonido en versión japonesa                               | Cloud22                                         | HALF H・P STUDIO |
| Estudio de grabación en versión japonesa                               | STUDIO MAUSU                                    | HALF H・P STUDIO |
| Música                                                                 | Ryudai Abe , Shoko Mochiyama (versión japonesa) | Wen |
| Producción de animación                                                | Pandanium                                       | Haoliners Animation League |
| Cooperación de producción                                              | Animación NAMU                                  | Corea E 梦 E 梦 Co., Ltd. CMC MEDIA Kikudo studio gana video LEVEL ZERO A3 STUDIO 神 LordChung Production Wuxi AzusaHiroshi culture Mitsuyuki Hanedo Mangei sala de herramientas de cirugía Wuxi 奕 鴻 video Beijing Lemon Sunshine cultura propagación MUSES STUDIO LINE Chongqing elemento líder propagación de cultura HANJIN ANIMATION MIRINAE ANIMATION STUDIO MABUS ANIMATION STUDIO ProDEFY |
| Productos integrales                                                   | Tencent Salón de anime y manga                  | Tencent Salón de anime y manga |
| Producción                                                             | Comité de producción unipersonal                | Comité de producción unipersonal |

### Lista de episodios

#### Temporada 1
| Nro. | Título                                                                      | Fecha de emisión original |
| 1 | "¿El secreto de la familia Chou?" "¿Cho Ya no Himitsu?" (張家 の 秘密? )    | 9 de julio de 2016        |
| Después de que se viola la tumba de Chou Shakurin, aparece una niña llamada Houhou que dice ser la nieta. Mientras tanto, el nieto de Chou, Soran, llega de la universidad y se le informa sobre la violación y sobre su presunta hermana. Por la noche, Soran encuentra a Houhou cavando una tumba, pero es noqueada por ella. Cuando se despierta, ella está matando zombis y niega ser su hermana. Ella finalmente lo abandona entre los zombis y conoce a su pareja, Jo San; ven un rayo y regresan para ver si Soran está bien. Encuentran a los zombis electrocutados pero no a Soran. Al día siguiente, Houhou va a la misma universidad a la que asiste Soran y se encuentra con él. En una breve secuencia, se muestra a una pareja interesada en el cadáver de Chou Shakurin, como también se revela que están Houhou y Jo San. |                                                                             |                           |
| 2 | "Maestro y sirviente" "Shujin a Geboku" (主人 と 下 僕)                     | 16 de julio de 2016       |
| Después de una clase, Houhou desafía a Soran para que muestre sus poderes atacándolo. Soran se muestra reacio porque su abuelo dijo que debería evitar usarlo, y su padre, Yotoku, lo golpeaba cada vez que lo usaba. Soran se da cuenta de que Houhou es uno de los "forasteros" contra los que su abuelo le permitió usar sus poderes. Sin embargo, es derrotado por Houhou, quien dice que será un sirviente para ella a partir de ahora. Mientras tanto, el maestro zombi que se llevó el cadáver de Shakurin se lo entrega al joven Ro Ryou y a la hermosa Natsuka. Como el cuerpo de Shakurin no sirve de nada, Ro Ryou no permite que el maestro zombi se una a la organización, pero promete hacerlo si capturan al nieto de Shakurin.                                                                                            |                                                                             |                           |
| 3 | "Mentira" "Uso" (嘘)                                                        | 23 de julio de 2016       |
| Soran desobedece la orden de Houhou de encontrarse con ella cuando recibe una invitación a una cita de una chica. Después de una cena, van a su apartamento, donde bloquea los poderes de Soran y revela que es el maestro zombi que cavó la tumba de Shakurin. Ella lleva a Soran a Ro Ryou y Natsuka y es aceptada como miembro de Zensei. Cuando Ro Ryou está tratando de usar su poder para obtener información, llegan Houhou y Jo San. |                                                                             |                           |
| 4 | "Caos" "Konton" (混沌)                                                      | 30 de julio de 2016       |
| Durante el enfrentamiento, Soran recuerda que su abuelo dijo que después de que suceden cosas malas, también suceden cosas buenas. Sin embargo, no lo observa incluso cuando Houhou y Jo San lo rescatan. Cuando llega el refuerzo, Natsuka se va en una motocicleta, y Ro Ryou y el maestro zombi, Kenken, se van en un automóvil. En un bosque, Ro Ryou abandona a Kenken, que es el único de los tres en ser capturado. Al día siguiente, Houhou lleva a Soran al lugar donde ella y Jo San trabajan: un sistema de entrega urgente. |                                                                             |                           |
| 5 | "Bienvenido a Entrega urgente" "Youkoso Sokutatsu e" (よ う こ そ 速 達 へ) | 6 de agosto de 2016       |
| Cho Soran descubre que los que lo rescatan pertenecen a una organización que se esconde tras la fachada de "Empresa de entrega rápida", Sokutatsu. Ahota conocerá el porqué de su secuestro y tendrá que plantearse en quién puede confiar. |                                                                             |                           |
| 6 | "Dios del Trueno" "Raijin" (雷神)                                           | 13 de agosto de 2016      |
| Cuando Cho Soran piensaba que todo ya había terminado, ahora dos nuevos grupos se le aparecen con el objetivo de cumplir sus propios intereses. Pero el chico no es tan indefenso como parece y será una oportunidad para sacar a relucir su poder. |                                                                             |                           |
| 7 | "Los sentimientos de Soran" "Soran no Omoi" (楚 嵐 の 想 い)                | 20 de agosto de 2016      |
| Cho Soran se aísla con Fu Hoho para realizar un entrenamiento que le ayudará a suceder al actual Tenshin. Pero cuando todo parecía marchar bien, nuevas diferencias nacieron entre los dos. |                                                                             |                           |
| 8 | "Infiltración" "Sen'nyū" (潜入)                                             | 27 de agosto de 2016      |
| Después de la llegada de Cho Soan al Tengekai, recibe la propuesta de comenzar una relación amorosa con Saen la hija del líder del grupo. Pero Fu Hoho no está dispuesta a dejar marchar a su "esclavo" y se dirige a la sede de Tengekai para recuperarlo. |                                                                             |                           |
| 9 | "Artes secretas" "Hijutsu" (秘 術)                                          | 3 de septiembre de 2016   |
| Tras la conmoción por la llagada de Fu Hoho a Tengekai, Jia Jonyu de Shosei desea mostrar sus habilidades pues ya se siente parte del grupo Tengekai, Sin embargo, mientras pelea, Cho Soran decide marcharse de esta organización. |                                                                             |                           |
| 10 | "Houhou" "Hōhō" (宝宝)                                                      | 10 de septiembre de 2016  |
| Mientras ponen Fu Hoho a salvo, prosigue la manipulación de Natsuka para lograr los objetivos del grupo Zensei. Además, sus compañeros logran hacerse con algunas memorias de Cho Shakurin el abuelo de Cho Soran, entonces descubren algo muy interesante. |                                                                             |                           |
| 11 | "1944" "Ichi Kyū Shi Shi" (一九 四 四)                                      | 17 de septiembre de 2016  |
| Cho Soran descubre que Hoho, con quien empezaba a empatizar, fue quien terminó con la vida de su abuelo. Pero no todo es lo que parece pues también llega el momento de saber mejor quién realmente es esta mujer. |                                                                             |                           |
| 12 | "Hacia el futuro" "Mirai e" (未来 へ)                                       | 24 de septiembre de 2016  |
| El padre de Jo Shō es asesinado y su madre le ruega a Fu Hoho por venganza. |                                                                             |                           |

#### Temporada 2
| Nro. | Título                                   | Fecha de emisión original |
| 1    | "Raten Taishou" (羅 天大 醮)             | 16 de enero de 2018       |
| 2    | "Ryuukozan" (龍虎山)                     | 23 de enero de 2018       |
| 3    | "Desvergonzado" (厚顔無恥)               | 30 de enero de 2018       |
| 4    | "Final" (三十 二人)                      | 6 de febrero de 2018      |
| 5    | "Estilo Kitaigen" (炁 体 源流)           | 13 de febrero de 2018     |
| 6    | "Cebo" (餌)                              | 20 de febrero de 2018     |
| 7    | "36 rebeldes" (三 十六 賊)               | 27 de febrero de 2018     |
| 8    | "Nouyou Insou" (能 鷹 隠 爪)             | 6 de marzo de 2018        |
| 9    | "Qimen Kenzou Shinpou" (奇門 顕 像 心法) | 13 de marzo de 2018       |
| 10   | "Fuukou Qimen" (風 后 奇門)              | 20 de marzo de 2018       |
| 11   | "Sutra de la pureza" (清静 経)           | 27 de marzo de 2018       |
| 12   | "Un viejo enemigo" (宿敵)                | 3 de abril de 2018        |
| 13   | "Kourei Kenshou" (拘 霊 遣将)            | 10 de abril de 2018       |
| 14   | "Suizourai" (水 臓 雷)                   | 17 de abril de 2018       |
| 15   | "Intrepidez" (大胆 不敵)                 | 24 de abril de 2018       |
| 16   | "Exorcismo" (厄 払)                      | 1 de mayo de 2018         |
| 17   | "Camino del Tenshi" (天師 法)            | 8 de mayo de 2018         |
| 18   | "Impactación" (埋伏)                     | 15 de mayo de 2018        |
| 19   | "Juuni Roujoujin" (十二 労 情 陣)        | 22 de mayo de 2018        |
| 20   | "Intención de matar" (殺 意)             | 29 de mayo de 2018        |
| 21   | "Milagro" (奇跡)                         | 5 de junio de 2018        |
| 22   | "Maestro" (当 主)                        | 12 de junio de 2018       |
| 23   | "Reposo" (安息)                          | 19 de junio de 2018       |
| 24   | "Beijing" (北京)                         | 26 de junio de 2018       |
| ---- | ---------------------------------------- | ------------------------- |

#### Temporada 3
| Nro. | Título                      | Fecha de emisión original |
| 1    | "Primer Episodio" (第一集)  | 24 de abril de 2020       |
| 2    | "Segundo Episodio" (第二集) | 24 de abril de 2020       |
| 3    | "Tercer Episodio" (第三集)  | 1 de mayo de 2020         |
| 4    | "Cuarto Episodio" (第四集)  | 8 de mayo de 2020         |
| 5    | "Quinto Episodio" (第五集)  | 15 de mayo de 2020        |
| 6    | "Sexto Episodio" (第六集)   | 22 de mayo de 2020        |
| 7    | "Séptimo Episodio" (第七集) | 29 de mayo de 2020        |
| 8    | "Octavo Episodio" (第八集)  | 5 de junio de 2020        |
| ---- | --------------------------- | ------------------------- |